# Quintal
Quintal è un comune francese di 1 254 abitanti situato nel dipartimento dell'Alta Savoia della regione dell'Alvernia-Rodano-Alpi.

## Storia

### Storia antica e medievale
Nel XIV secolo (intorno al 1302), la signoria di Quintal apparteneva al vescovado di Puy-en-Velay e vi rimase fino al XVII secolo. Il 23 settembre 1641, il nobile Jean-François Garnerin, consigliere di Stato presso il Senato di Savoia e controllore generale delle finanze del Ducato di Savoia, acquistò la signoria.

### Simboli
Lo stemma è stato creato nel 1982 e riprende il blasone della famiglia Quintal, originaria di Grésy-sur-Isère, modificando lo smalto delle stelle e delle conchiglie da nero a oro.

## Società

### Evoluzione demografica
Abitanti censiti